# Statická posturografie
Statická posturografie, patřící mezi posturografické techniky, je metodou měření posturální (postojové) rovnováhy ve vzpřímeném stoji. Je označována i jako stabilometrie nebo statická počítačová posturografie (Static Computed Posturography, SCPG) a je považovaná někdy za pouhou objektivizaci Rombergova testu. Je založena na principu měření výkyvů těžiště (správněji souřadnic centra opěrných sil – centre of foot pressure, CFP, nebo body’s center of force, COF) během stoje vyšetřovaného. Na rozdíl od subjektivního pozorování se však jedná o objektivní metodu, tedy metodu nezatíženou subjektivní interpretací, jejíž výsledky je možno dokumentovat graficky a především numericky. To umožňuje přesnější hodnocení poruchy rovnováhy, porovnávání a archivaci výsledků.

## Princip a provedení vyšetření
Vyšetření statické posturografie je založeno především na analýze hodnot charakteru frekvenčního (parametry Way, Area), vektorového (parametry Ant-Post) a na hodnocení vizuální kontroly rovnováhy (tzv. Rombergovy kvocienty RbgW a RbgA).
Při vlastním měření vyšetřovaný stojí na posturografické plošině, která je podložena snímači (minimálně jeden snímač v každém rohu plošiny), které jsou schopné zaznamenat změnu COP (center of pressure).

## Význam statické posturografie
Meta-analýza ukazuje, že metoda je vhodným doplňkem ke standardnímu vestibulárnímu vyšetření, zejména u pacientů s poškozením CNS, není však konsensus při hodnocení užitečnosti posturografie pro stanovení diagnózy a vedení léčby. Použití metody je rozšířeno zejména v neurologii, dále v ORL (neurootologii) k posuzování rovnováhy. Metodu prezentoval prvně v tehdejším Československu František Hlavačka. O metodě se v české odborné literatuře stále diskutuje v oborech neurologie, rehabilitace, ORL a dalších. Je zmiňována jako užitečná i v monografiích. Hlavním přínosem se ukazuje kvantifikace rovnováhy a diskutovány jsou i schopnosti metody pro kvalitativní posouzení (hodnocení charakteru) poruchy rovnováhy stoje.